# Frederico Augusto dos Santos Xavier
Frederico Augusto dos Santos Xavier (Rio de Janeiro, 21 de julho de 1850 – 28 de agosto de 1892) foi um médico brasileiro.
Foi eleito membro da Academia Nacional de Medicina em 1885.